# Таусанд Палмс (Калифорнија)
Таусанд Палмс (енгл. Thousand Palms) насељено је место без административног статуса у америчкој савезној држави Калифорнија.

## Демографија
По попису из 2010. године број становника је 7.715, што је 2.595 (50,7%) становника више него 2000. године.
| Група             | 2000.         | 2010.         |
| Белци             | 2.727 (53,3%) | 3.326 (43,1%) |
| Афроамериканци    | 37 (0,7%)     | 105 (1,4%)    |
| Азијати           | 38 (0,7%)     | 129 (1,7%)    |
| Хиспаноамериканци | 2.231 (43,6%) | 4.051 (52,5%) |
| Укупно            | 5.120         | 7.715         |